# Griffon
Griffon är en beteckning på franska som ges åt hundraser med sträv- eller stickelhårig (raggig) päls. Det är alltså ingen beteckning som anger släktskap eller någon särskild rastyp. Främst är det fråga om franska braquehundar, både drivande hundar och stående fågelhundar. I översättning ges beteckningen på franska även åt liknande raser från andra länder. I Belgien används beteckningen om strävhåriga dvärghundar, som då närmast har pinscher-släktskap.
Tidigare delade den internationella kennelfederationen Fédération Cynologique Internationale (FCI) in de kontinentala stående fågelhundar i braquetyp och spanieltyp. Nu har man infört griffon som en tredje typ, dit hänförs fyra av de strävhåriga braquehundarna av olika ursprung.

## Drivande hundar
- Briquet griffon vendéen
- Grand griffon vendéen
- Grand basset griffon vendéen
- Petit basset griffon vendéen
- Griffon fauve de bretagne
- Griffon nivernais

## Kontinentala stående fågelhundar av griffontyp
- Cesky fousek, Tjeckien (franska: Barbu Tcheque)
- Griffon d'arret à poil dur (korthals), Frankrike
- Slovenský hrubosrsty stavac (ohar), Slovakien (franska: Griffon d'arret Slovaque à poil dur)
- Spinone, Italien (franska: Chien d'arret Italien à poil dur)

## Icke FCI-erkända stående fågelhundar
- Griffon à poil laineux (Griffon Boulet)

## Sällskapshundar
- Griffon belge
- Griffon bruxellois